# Kapustnik
Kapustnik (ryska: Капустник) är ett vattendrag i Belarus.   Det ligger i voblasten Mahiljoŭs voblast, i den nordöstra delen av landet, 180 km öster om huvudstaden Minsk.
Omgivningarna runt Kapustnik är en mosaik av jordbruksmark och naturlig växtlighet. Runt Kapustnik är det ganska glesbefolkat, med 23 invånare per kvadratkilometer.